# Alfred Hoffmann (Wirtschaftshistoriker)
Alfred Hoffmann (* 11. April 1904 in Urfahr; † 3. Juli 1983 in Bad Ischl) war ein österreichischer Wirtschaftshistoriker.

## Leben
Hoffmann absolvierte das Gymnasium in Linz, studierte Geschichte an der Universität Wien und absolvierte 1925–1928 den Ausbildungskurs am Institut für Österreichische Geschichtsforschung. Nach der Promotion 1928 stieg er zunächst im Landesdienst zum oberösterreichischen Landesarchivar und Archivdirektor auf. Seine wissenschaftliche Karriere führte ihn nach Wien, wo er 1957 erster Ordinarius für Wirtschafts- und Sozialgeschichte an der Universität Wien wurde. Zu Hoffmanns Forschungsschwerpunkten gehörten die Agrargeschichte und die Stadtgeschichte. Unter anderem fungierte er als Herausgeber mehrerer Bände des vielbändigen Österreichischen Städtebuchs. Zu seinem 75. Geburtstag wurde ihm eine Festschrift gewidmet. Ungeachtet seiner Berufung nach Wien blieb Hoffmann lebenslang seinem Heimatland Oberösterreich eng verbunden. Ein Schüler Hoffmanns ist Michael Mitterauer, der in der Einleitung seines in mehreren Auflagen erschienenen Buchs Warum Europa? schreibt:

„Mein Lehrer und späterer Chef Alfred Hoffmann hat mich zur Lektüre Max Webers geführt, dem dieses Buch so viel an Anregungen verdankt. Die Liberalität und Großzügigkeit Alfred Hoffmanns hat es mir auch ermöglicht, in meiner wissenschaftlichen Arbeit eigenständige Wege zu gehen.“

## Auszeichnungen
- 1956: Großes Silbernes Ehrenzeichen für Verdienste um die Republik Österreich[2]

## Werke (Auswahl)
- Die oberösterreichischen Städte und Märkte. Eine Übersicht ihrer Entwicklungs- und Rechtsgrundlagen. In: Jahrbuch des Oberösterreichischen Musealvereines. Jahrgang 84, Linz 1932, S. 63–213 (zobodat.at [PDF]).
- Werden, wachsen, reifen. Von der Frühzeit bis zum Jahre 1848. Winter’sche Buchhandlung Fürstelberger, Linz 1952.
- mit Dieter Hennebo: Der architektonische Garten. Renaissance und Barock (= Geschichte der deutschen Gartenkunst. Band 2). Broschek, Hamburg 1965.
- Bauernland Oberösterreich. Entwicklungsgeschichte seiner Land- und Forstwirtschaft. Trauner, Linz 1974.
- mit Michael Mitterauer, Peter Feldbauer: Österreichisches Montanwesen. Produktion, Verteilung, Sozialreformen. Oldenbourg, München 1974.
- mit Franz Baltzarek, Hannes Stekl: Wirtschaft und Gesellschaft der Wiener Stadterweiterung (= Die Wiener Ringstraße. Bild einer Epoche. Band 5). Steiner, Wiesbaden 1975.
- Staat und Wirtschaft im Wandel der Zeit (= Alois Mosser (Hrsg.): Alfred Hoffmann, Studien und Essays. Band 1). Verlag für Geschichte und Politik, Wien 1979, ISBN 3-7028-0144-8.
- Österreich und das Land ob der Enns (= Alois Mosser (Hrsg.): Alfred Hoffmann, Studien und Essays. Band 2). Verlag für Geschichte und Politik, Wien 1981, ISBN 3-7028-0145-6.